# H-IIB
H-IIB byla středně silná dvoustupňová raketa vyvinutá a provozovaná Japonskou kosmickou agenturou JAXA a společností Mitsubishi Heavy Industries. Byla celkem devětkrát úspěšně použita k vynesení nákladní kosmické lodi H-II Transfer Vehicle (označované také HTV nebo Kōnotori) k Mezinárodní vesmírné stanici (ISS). Startovala z vesmírného střediska Tanegašima v jižním Japonsku, letová premiéra se uskutečnila 10. září 2009, derniéra pak 20. května 2020. Její provoz byl ukončen současně s koncem programu HTV, nástupcem na zásobovacích misích k ISS bude raketa H3, která bude vynášet modernizovanou a levnější zásobovací loď HTV-X a jejíž první start je plánován na únor 2022.

## Vývoj
Systém byl navržen tak, aby převzal metody a komponenty, které již byly ověřeny lety na starším typu rakety H-IIA, a aby tedy výroba nové nosné rakety byla nákladově efektivnější, s menším rizikem a v kratším čase. JAXA měla na starosti předběžný návrh, připravenost pozemního zařízení a vývoj nových technologií pro H-IIB, v nichž má soukromý sektor omezené kompetence, zatímco za výrobu byla zodpovědná společnost Mitsubishi Heavy Industries. Různé zážehové zkoušky probíhaly od března 2008 do července 2009. Do roku 2009 stál vývojový program H-IIB přibližně 27 miliard jenů.

## Popis rakety

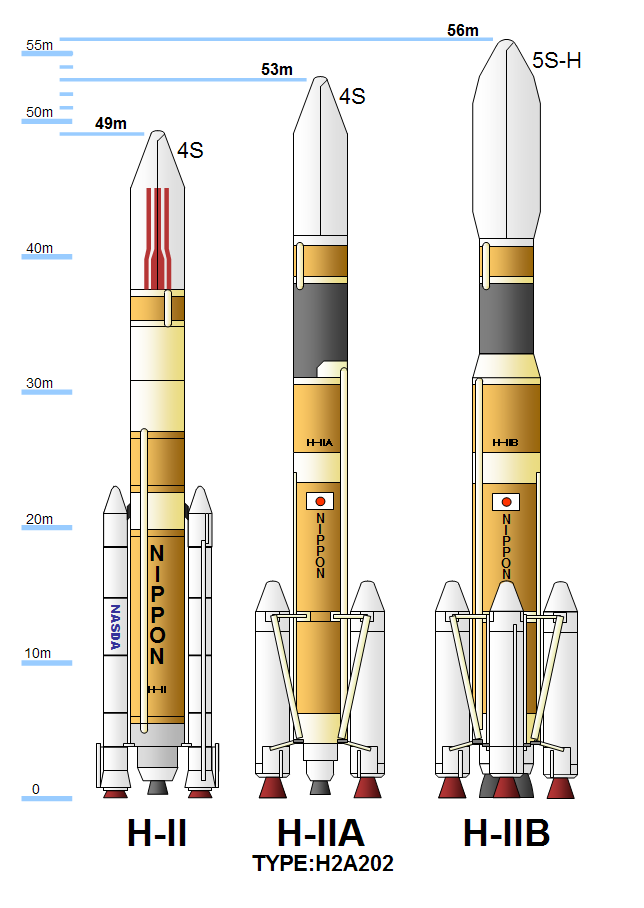
Srovnání základních parametrů všech tří variant rakety H-II

Nosná raketa H-IIB byla dvoustupňová.
První stupeň byl poháněn dvěma motory LE-7A (namísto jednoho u H-IIA) a používal jako pohonné látky kapalný kyslík a kapalný vodík. Měl čtyři přídavné urychlovací rakety na tuhé pohonné látky (SRB-A3) poháněné polybutadienem (namísto dvou u H-IIA). Měly 15 metrů na výšku a 2,5 metru v průměru. Tělo prvního stupně mělo průměr 5,2 metru (oproti 4 metrům u H-IIA). Také celková délka prvního stupně – 38 metrů –byla oproti H-IIA prodloužena o 1 metr. V důsledku toho se do prvního stupně H-IIB vešlo o 70 % více pohonné hmoty než do prvního stupně H-IIA.
Druhý stupeň měl 11 metrů na délku a v průměru 4 metry. Byl poháněn jedním motorem LE-5B, který byl rovněž spaloval vodíkem a kyslíke.
Vrcholek sestavy tvořil kryt nákladu o délce 15 metrů a průměru 5,1 metru.
Po startu pracovaly dva hlavní motory prvního stupně 352 sekund, z toho zhruba třetinu – 114 sekund – s podporou přídavných motorů. Motor druhého stupně pak hořel 499 sekund.
H-IIB byla schopna vynést na geostacionární přenosovou oběžnou dráhu (GTO) užitečné zatížení až 8000 kg, oproti užitečnému zatížení 4000–6000 kg u svého předchůdce H-IIA. Výkon na nízkou oběžnou dráhu Země (LEO) byl dostatečný pro přenosovou loď H-II Transfer Vehicle (HTV) o hmotnosti 16 500 kg . .
Celková výška H-IIB dosahovala 56,6 metru v hmotnost 531 000 kg. Svou nosností tak byla srovnatelná například s ruskou raketou Proton-M.

## Seznam startů
Všech devět nosičů H-IIB bylo vypuštěno z japonského kosmodromu Tanegašima.
Nástupcem H-IIB, který převezme úkol vynášet do vesmíru nákladní kosmické lodi HTV (v modernizované a levnější verzi HTV-X) na zásobovacích misích k ISS, bude vyvíjená raketa H3. Její první start je plánován na rok 2022.

### Starty
| pořadí | datum startu      | užitečné zatížení | výsledek | poznámky                          |
| ------ | ----------------- | ----------------- | -------- | --------------------------------- |
| 1.     | 10. září 2009     | HTV-1             | úspěch   | premiéra tohoto nosiče            |
| 2.     | 22. ledna 2011    | HTV-2             | úspěch   |                                   |
| 3.     | 21. července 2012 | HTV-3             | úspěch   |                                   |
| 4.     | 3. srpna 2013     | HTV-4             | úspěch   |                                   |
| 5.     | 19. srpna 2015    | HTV-5             | úspěch   |                                   |
| 6.     | 9. prosince 2016  | HTV-6             | úspěch   |                                   |
| 7.     | 22. září 2018     | HTV-7             | úspěch   |                                   |
| 8.     | 24. září 2019     | HTV-8             | úspěch   |                                   |
| 9.     | 20. května 2020   | HTV-9             | úspěch   | derniéra tohoto nosiče i lodi HTV |